# Bainingerne
Bainingerne er en dansk dokumentarfilm fra 1965 instrueret af Arvid Klémensen efter eget manuskript.

## Handling
Bainingerne på Gazellehalvøen i New Britain lever et hårdt og primitivt liv dybt inde i regnskoven.